# 1712
| 1712               |
| ------------------ |
| Dødsfald - Fødsler |
| • Begivenheder     |

| Gregoriansk kalender | 1712 MDCCXII            |
| Ab urbe condita      | 2465                    |
| Armensk kalender     | 1161 ԹՎ ՌՃԿԱ            |
| Kinesiske kalender   | 4408 – 4409 辛卯 – 壬辰 |
| Etiopisk kalender    | 1704 – 1705             |
| Jødisk kalender      | 5472 – 5473             |
| Hindukalendere       |                         |
| - Vikram Samvat      | 1767 – 1768             |
| - Shaka Samvat       | 1634 – 1635             |
| - Kali Yuga          | 4813 – 4814             |
| Iransk kalender      | 1090 – 1091             |
| Islamisk kalender    | 1124 – 1125             |

Konge i Danmark: Frederik 4. 1699-1730 – Danmark i krig: Den store nordiske krig 1700-1721
Se også 1712 (tal)

## Begivenheder
- Storbritannien oplever sin sidste heksebrænding.
- Frederik d. 4. gifter sig med Anna Sophie Reventlow til venstre hånd.

## Født
- 24. januar – Frederik den Store af Preussen (død 1786).
- 28. juni – Jean-Jacques Rousseau, fransk filosof fra oplysningstiden (død 1778).

## Dødsfald
- 20. december – Gregers Daa, dansk officer (født 1658).